# Feigeana
Feigeana es un género de hongos liquenizados en la familia Roccellaceae. Es un género monotípico, contiene a la especie Feigeana socotrana, encontrada inicialmente en Yemen en 1995.